# Tangentvektor
En tangentvektor är en riktningsvektor till en tangent.
I vissa fall syftar även tangentvektor till derivatan av en vektorvärd funktion.